# عتبة بيئية

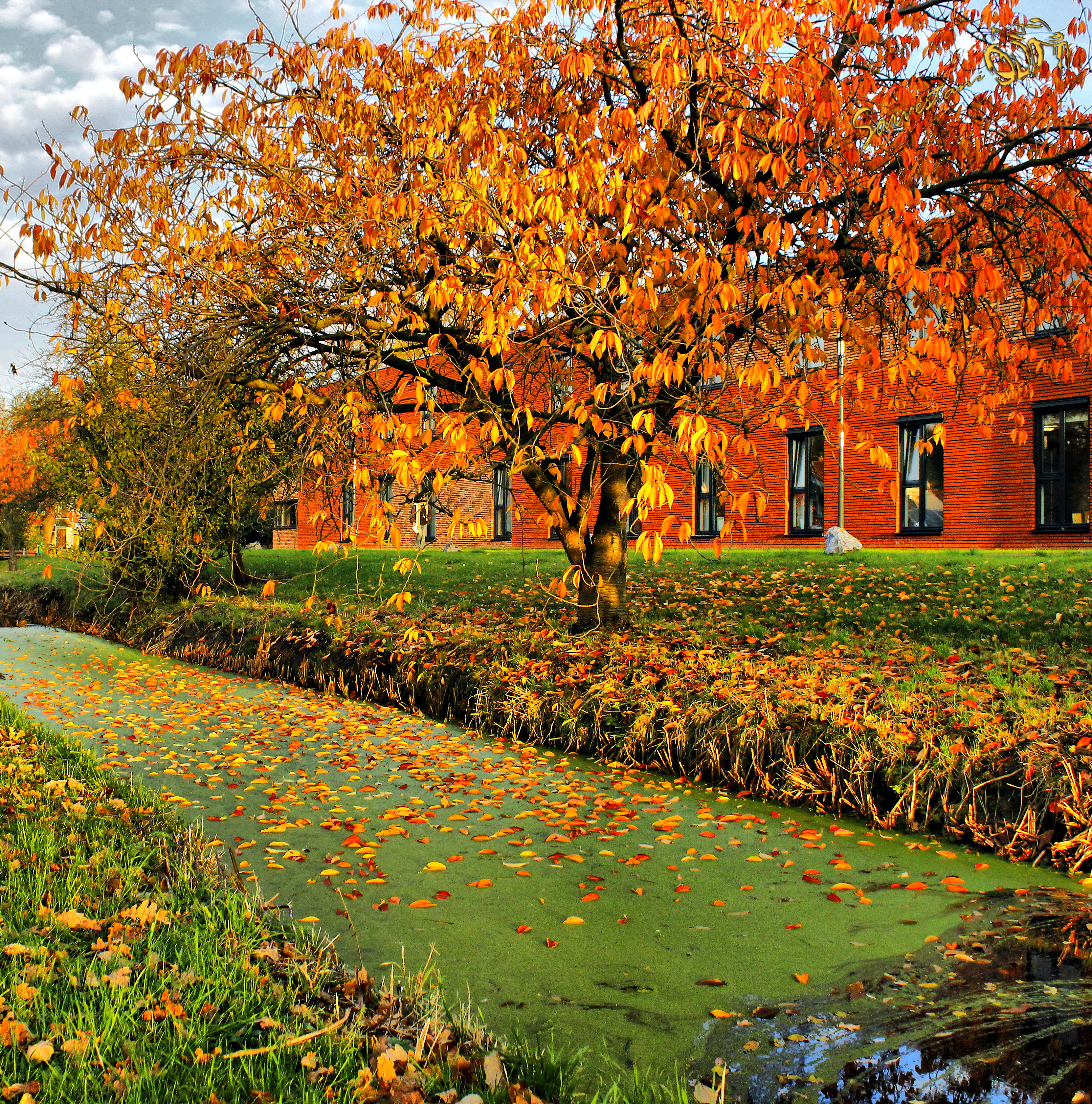

العتبة البيئية (بالإنجليزية: Ecological threshold)، هي النقطة التي يؤدي فيها التغير النسبي في الظروف الخارجية إلى حدوث تغير سريع في النظام البيئي. وبمفهوم آخر هي نقطة (أو مستوى) مجمل خصائص وشروط نظام بيئي التي ينطلق عندها تحول نظام بيئي من حالته إلى حالة جديدة.
عندما يتم تجاوز العتبة البيئية فقد لا يكون النظام البيئي قادرًا على العودة إلى حالته عن طريق مرونته المتأصلة. غالبًا ما يؤدي عبور عتبة بيئية إلى تغير سريع في صحة النظام البيئي. تمثل العتبة البيئية عدم خطية للاستجابات في النظم البيئية أو البيولوجية للضغوط الناجمة عن الأنشطة البشرية أو العمليات الطبيعية. الحمل الحرج ونقطة التحول وتحول النظام هي أمثلة للمصطلحات الأخرى وثيقة الصلة.

## المميزات
يمكن وصف العتبات بأنها نقاط أو مناطق. عتبات نوع المنطقة تنطوي على تحول تدريجي أو انتقال من حالة إلى أخرى بدلاً من تغيير مفاجئ في نقطة محددة. لقد لفتت العتبات البيئية الانتباه لأن العديد من حالات التدهور المأساوي للظروف أثبتت صعوبة أو يكاد يكون من المستحيل علاجها (المعروف أيضًا باسم نقاط اللاعودة). الانقراض البيئي هو مثال لنقطة نهائية لا رجوع فيها.
غالبًا ما تتميز العتبات البيئية بالتلاكؤ، مما يعني اعتماد حالة النظام على تاريخ حالته. حتى عندما لا يكون التغيير لا رجعة فيه، يمكن أن يكون مسار العودة من الحالة اللحالية إلى الحالة الأصلية مختلفًا تمامًا عن التطور الذي يؤدي إلى الحالة التي تم تغييرها.
مفهوم آخر ذو صلة هو النظام الشامل. إلى جانب الأنظمة البشرية الطبيعية كمجموعة شاملة من الدورات التكيفية التي تعكس الطبيعة الديناميكية للبنى البشرية والطبيعية عبر الزمان والمكان. يمكن أن تحدث التحولات المفاجئة في حالة النظام البيئي تغييرات في الفهم الإنساني للطريقة التي تحتاج إلى إدارتها. هذه التغييرات بدورها قد تغير المؤسسات التي تنفذ هذه الإدارة ونتيجة لذلك، تحدث بعض التغييرات الجديدة في النظم البيئية.

## الكشف
هناك العديد من أنواع مختلفة من العتبات والكشف عن حدوث عتبة ليست دائما واضحة. تتمثل إحدى الطرق في معالجة السلاسل الزمنية التي يُعتقد أنها تعرض نقلة من أجل تحديد قفزة محتملة. تم تطوير طرق لتعزيز وترجمة النقلات.

## أمثلة
بعض الأمثلة على العتبات البيئية مثل البحيرات الصافية التي تتحول إلى بحيرات عكرة، موثقة توثيقًا جيدًا ولكن من المحتمل وجود العديد منها.

## روابط خارجية
- عتبات الاستدامة البيئية: مشروع بحثي يركز على العتبات البيئية